# Etwas Kleines
Etwas Kleines (Quelque chose de petit) est une polka française de Johann Strauss II (op. 190). L'œuvre est créée le 3 mai 1857 au casino Unger à Vienne.

## Histoire
La polka est créée peu de temps avant le départ de Johann Strauss pour son deuxième voyage en Russie. Il s’agit d’une composition spontanée déclenchée par le succès de la pièce du même nom de l’écrivain Friedrich Kaiser (de) (1814-1874). Cette dernière a été  créée avec un grand succès le 27 avril précédent au Carltheater de Leopoldstadt. Strauss s'en inspire évidemment et sa polka est prête pour sa première le 3 mai. Il la fait également jouer au cours  du voyage susmentionné en Russie, où elle est bien accueillie par le public local.

## Durée
Sa durée d'exécution est de 3 minutes et 32 secondes. Elle peut varier quelque peu selon l'interprétation musicale du chef d'orchestre.

## Postérité
En 1993, la pièce est jouée lors du célèbre concert du nouvel an à Vienne, sous la direction de Riccardo Mutti.